# Hapalomyini
Hapalomyini – monotypowe plemię ssaków z podrodziny myszy (Murinae) w obrębie rodziny myszowatych (Muridae).

## Rozmieszczenie geograficzne
Plemię obejmuje gatunki występujące we wschodniej i południowo-wschodniej Azji.

## Morfologia
Długość ciała (bez ogona) 102–165 mm, długość ogona 135–202 mm, długość ucha 10–15 mm, długość tylnej stopy 22–32 mm; brak szczegółowych danych dotyczących masy ciała g.

## Systematyka
Plemię wyodrębnił w 2016 roku międzynarodowy zespół zoologów (Francuzi Marie Pagès, Pierre-Henri Fabre, Yannick Chaval, Violaine Nicolas i Vincent Lazzari, Włoch Alessio Mortelliti, Brytyjczyk Konstans Wells oraz Belg Johan R. Michaux) w artykule zatytułowanym „Filogeneza molekularna nadrzewnych, myszowych gryzoni z Azji Południowo-Wschodniej”, opublikowanym w czasopiśmie Zoologica Scripta. Rodzaj Hapalomys zdefiniował w 1859 roku brytyjski zoolog Edward Blyth w artykule zatytułowanym „Raport Kuratora Działu Zoologicznego za okres od lutego do maja 1859 r.”, opublikowanego w czasopiśmie The Journal of the Asiatic Society of Bengal. Gatunkiem typowym jest (oznaczenie monotypowe) marmozetnik długoogonowy (H. longicaudatus). 

### Etymologia
Hapalomys: gr. ἁπαλος hapalos ‘delikatny, miękki’; μυς mus, μυος muos ‘mysz’.

### Podział systematyczny
Do plemienia należy jeden rodzaj marmozetnik (Hapalomys) z następującymi występującymi współcześnie gatunkami:
| Grafika | Gatunek                 | Autor i rok opisu                  | Nazwa zwyczajowa         | Podgatunki         | Rozmieszczenie geograficzne | Podstawowe wymiary                                | Status IUCN |
| ------- | ----------------------- | ---------------------------------- | ------------------------ | ------------------ | --- | ------------------------------------------------- | ----------- |
|         | Hapalomys longicaudatus | Blyth, 1859                        | marmozetnik długoogonowy | gatunek monotypowy | endemit Malezji (rozproszony w półwyspowej części; przypuszczalnie wymarły w południowo-wschodniej Mjanmie i Tajlandii); zakres wysokości: około 500 m n.p.m.                                           | DC: 14–16,5 cm DO: 17,6–20 cm MC: brak danych     | EN          |
|         | Hapalomys delacouri     | O. Thomas, 1927                    | marmozetnik mniejszy     | gatunek monotypowy | południowa Chińska Republika Ludowa (południowy Junnan, południowe Kuangsi i wyspa Hajnan), północny Laos, północna Tajlandia (prowincja Loei) i środkowy Wietnam; zakres wysokości: 1200–1500 m n.p.m. | DC: 10,2–14,6 cm DO: 13,5–17,1 cm MC: brak danych | NT          |
|         | Hapalomys suntsovi      | Abramov, Balakirev & Rozhnov, 2017 |                          | gatunek monotypowy | endemit Wietnamu (znany tylko z Parku Narodowego Bù Gia Mập (prowincja Bình Phước); być może przyległa wschodnia Kambodża); zakres wysokości: około 540 m n.p.m.                                        | DC: 12,7–14,6 cm DO: 15–16,5 cm MC: brak danych   | NE          |

Kategorie IUCN:  NT  – gatunek bliski zagrożenia,  EN  – gatunek zagrożony;  NE  – gatunki niepoddane jeszcze ocenie.
Opisano również gatunki wymarłe z plejstocenu:
- Hapalomys angustidens Zheng Shaohua, 1993[13] (Chińska Republika Ludowa)
- Hapalomys eurycidens Zheng Shaohua, 1993[13] (Chińska Republika Ludowa)
- Hapalomys gracilis Zheng Shaohua, 1993[13] (Chińska Republika Ludowa)
- Hapalomys khaorupchangi Chaimanee, 1998[14] (Tajlandia)